# Крис Робинсън
Крис Робинсън (на английски: Chris Robinson) е американски рок певец и автор на песни. Името му става световноизвестно в края на 1980-те и началото на 1990-те, като вокалист и лидер на блус рок групата Блек Кроус, чийто основател е, заедно с брат си – китаристът Рич Робинсън.

## Биография
Крис е роден на 20 декември 1966 г. в град Мариета, щат Джорджия. Заедно с брат си Рич през 80-те, бидейки чувствително повлияни от Ролинг Стоунс и Фейсес, основават група с името „Градината на г-н Кроу“ (Mr. Crowe's Garden). Започват да свирят по клубовете в и около Атланта. Робинсън посещава колежа Уофорд в Спартанбърг. През 1989 г. Mr. Crowe's Garden променя името си на The Black Crowes.

## Проекти

### Групи
- Блек Кроус
- New Earth Mud (соло група)
- Phil Lesh and Friends

### Соло Албуми
- New Earth Mud (Redline Records, 2002)
- Bootleg (Promotional Release, 2003)
- This Magnificent Distance (Vector Recordings, 2004)
- Live at Bonnaroo (Live Bonnaroo Records, 2004)
- Brothers of a Feather: Live at the Roxy (Eagle Records, 2007)